# 愛知電気鉄道デキ400形電気機関車
愛知電気鉄道デキ400形電気機関車（あいちでんきてつどうデキ400がたでんききかんしゃ）は、愛知電気鉄道（愛電）が新製した直流用電気機関車。後年愛電と名岐鉄道が合併し名古屋鉄道（名鉄）が設立された際にも形式称号は変わらずデキ400形を名乗った。数多く在籍した名古屋鉄道の旧型電気機関車では唯一の箱型電気機関車で、2両が在籍していた。

## 概要
愛知電気鉄道が1930年に発注した機関車。同時に愛知電気鉄道が自社発注した最後の機関車でもある。2両が（400・401）が製造され、400は1930年（昭和5年）、401は1932年（昭和7年）製である。1935年の名鉄発足に伴い400は402に改番されて0起番から1起番とした。車体は日本車輌製造製だが、機器類はすべてアメリカのウェスティングハウス社製となっている。
本格的な機関車としては、EL120形が登場するまでは名鉄唯一の箱型機であり、そのスタイルから更新前の本形式を好んで模型化するファンも多い。前面窓上の大きなひさしと窓下の砂箱が、特徴ある外観をさらにいかめしいものにしている。パンタグラフは当初ウェスチングハウス社製の独特な大きいものが2基取り付けられていたが、後にPS13形1基に変更され、末期はPT42-F形1基に変更された。
台車は日本車輌製造製の板台枠式で、名鉄では珍しく台車牽引式となっている点も特徴である。
主電動機はWH-550-JF-6形で出力93.25kWを4基であり、歯車比は4.785。1時間定格出力は360kW、1時間定格引張力は4750kg、1時間定格速度は27.5km/hであった。
かつて車体の塗装は黒地だったが､1993年6月に特別整備を行い、制御装置や電動発電機、尾灯等を交換し、あわせて車体もノーシルノーヘッダー化、塗色はメイテツブルーに変更された。車体裾や前面のデッキ、手すりなどは黄色でこれは旧塗色当時と基本的に変更はない。
名鉄所有となってからも主に東部・三河線で使用されてきたが、貨物輸送廃止後は矢作橋駅構内に留置され、夜間に砕石運搬車を挟んでプッシュプル運転で使用された。なお、デキ401は一時期三岐鉄道や岳南鉄道に貸し出されていた。
老朽化が進んだため2015年にEL120形への代替が決まり、翌2016年6月6日付けで除籍・廃車解体された。